# Жолков, Борис Михайлович
Борис Михайлович Жолков (при рождении Борис Мордкович Жолков; 27 марта 1913, Одесса, Херсонская губерния — 1973, Киев) — украинский советский кинематографист, директор кинокартин, кинопродюсер. Член Союза кинематографистов УССР.
Самые кассовые фильмы, в создании которых он принимал участие — «Без вести пропавший», «Артист из Кохановки», «В мёртвой петле», «Спасите наши души», «Проверено — мин нет», «Сердце Бонивура».

## Биография
Родился 14 марта (по старому стилю) 1913 года в Одессе в семье бобринецкого мещанина Мордко Гершуновича (Гершковича) Жолкова (1886—?) и Эстер Шаевны Жолковой (в девичестве Штейнберг, 1887—?), дочери аккерманского мещанина, заключивших брак там же 9 января 1911 года. У него был старший брат Исай (1911).
Окончил Музыкально-драматический институт имени Н. Лысенко.
В 1932—1933 годах работал на Одесской киностудии. В 1933—1953 годах — на административной работе в театрах и концертных организациях. В частности, работал директором Львовской филармонии и заместителем директора Киевского оперного театра.
С 1953 по 1973 год — директор картин Киевской киностудии имени Александра Довженко.
Работал с режиссёрами Евгением Брюнчугиным, Здравко Велимировичем (Югославия), Марком Донским, Константином Ершовым, Николаем Ильинским, Григорием Липшицем, Юрием Лысенко, Алексеем Мишуриным, Марком Орловым, Исааком Шмаруком.
Актёр театра и кино Лев Прыгунов о работе над фильмом «Сердце Бонивура»:

 «Когда я прочитал сценарий, мне показалась чудовищно скучная роль. Режиссер очень не понравился. И я отказался. Но ко мне приехал Борис Михайлович Жолков с бутылкой коньяка. Он сказал «Я буду директором картины. Режиссера мы к тебе близко не подпустим, будем делать только то, что хотим». Я говорю: «Первое. Чтобы ни одного слова про советскую власть не было. Чтобы я не читал полностью песнь о буревестнике». И на самом деле, если посмотреть, фильм...народ его воспринял, а власти – совершенно нет».

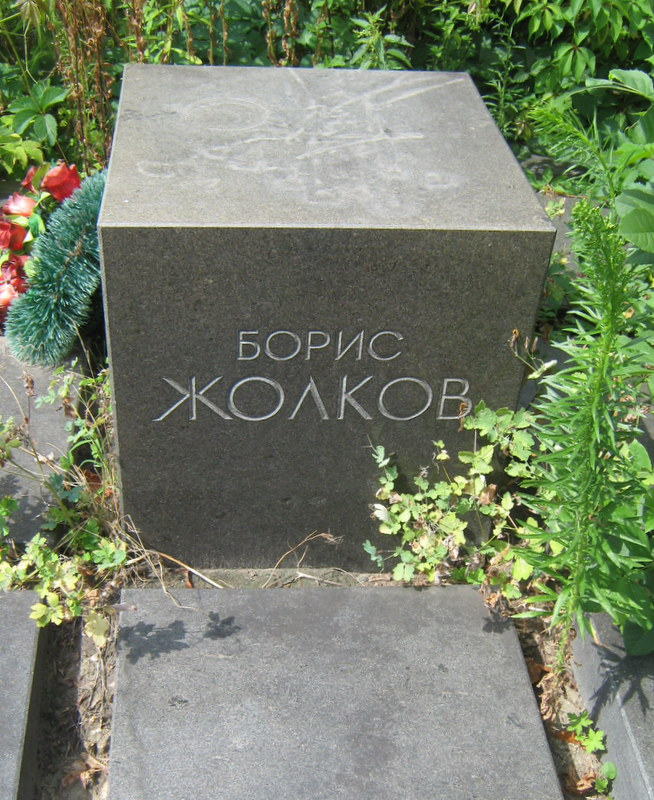
Могила Бориса Жолкова

Погиб в автомобильной катастрофе по дороге на работу в 1973 году. Похоронен в Киеве на Байковом кладбище (участок № 1).

## Семья
Жена — Мальвина Зиновьевна Швидлер, актриса театра и кино.

## Фильмография

### Директор картин
- 1969 — «Сердце Бонивура» - 10,7 млн зрителей.[5][6]
- 1965 — «Проверено — мин нет» — 14,7 млн зрителей.[7][8]
- 1962 — «В мёртвой петле» — 21,1 млн зрителей.[7][9]
- 1961 — «Артист из Кохановки» — 26,8 млн зрителей.[7][10]
- 1960 — «Спасите наши души» — 16,0 млн зрителей.[7][11]
- 1958 — «Сашко»[12]
- 1956 — «Без вести пропавший» — 35,7 млн зрителей.[7]
- 1955 — «Мать»[13]